# Mini-BOT
Die Mini BOT oder auch Mini-BOT  ist eine geplante Komplementärwährung Form der Staatsanleihen für Italien um die Staatsschuldenquote in Italien zu umgehen.

## Begriffsbestimmung
BOT ist die Initiale von Buono ordinario del tesoro, also „gewöhnliche Schuldscheine der Staatskasse“. Mini bezieht sich auf die Stückelung: Sie sollen in Nennwerten von etwa fünf, zehn, zwanzig oder auch bis zu fünfhundert Euro, die als physische Scheine in der Größe von Banknoten gedruckt und in Kurs gesetzt werden. Als Laufzeiten sind drei, sechs oder zwölf Monate geplant.

## Funktion
Der Grundgedanke ist, dass die Mini-BOT eine italienische Ersatzwährung ist, mit der die Banca d’Italia in die Lage versetzt wird, die Geldmenge zu erhöhen und damit den Euro zu inflationieren. Dies soll vor allem dadurch geschehen, dass es italienischen Staatsbürgern erlaubt ist, damit ihre Steuerschulden zu tilgen. So ist damit zu rechnen, dass die Parallelwährung mit einem zu geringen Disagio im Geldmarkt gehandelt wird, weil es ansonsten lukrativ wäre, durch Ankauf der Mini-BOTs eine legale Minderung der Steuerschuld herbeizuführen.

## Geschichte
2017 erwog bereits Silvio Berlusconi die Einführung einer solchen Komplementärwährung um den Austritt Italiens aus der Europäischen Währungsunion volkswirtschaftlich vorzubereiten, wie sie Claudio Borghi immer gefordert hatte. Anfänglich sollte diese Währung das Land praktisch mit einem Zahlungsmittel versorgen, wenn es beim Stichtag der Währungsumstellung zu Engpässen kommen sollte. Die Forderung fand 2018 Eingang in den Koalitionsvertrag der Regierung von Fünf-Sterne-Bewegung und Lega. So haben Regierungschef Giuseppe Conte und sein Stellvertreter Matteo Salvini diese Möglichkeit immer wieder ins Spiel gebracht um das Defizitverfahren der EU zu unterbinden und eine höhere Staatsverschuldung zu ermöglichen. In diesem Zusammenhang wies der Wirtschaftspolitiker Gunther Schnabl darauf hin, dass Italien von der EZB durch die negativen TARGET2-Salden bereits einen Kredit von fast einer halben Billion Euro erhalten habe, ohne Sicherheiten dafür vorzulegen. Im Mai 2018 initiierte er mit Dirk Meyer, Thomas Mayer und Roland Vaubel den Aufruf Der Euro darf nicht in die Haftungsunion führen!. Dieser wurde von über hundert Ökonomen unterstützt. Gleichwohl sprach sich das Italienische Parlament in einer Motion dafür aus, das Instrument zu überprüfen, denn schließlich gab der US-Bundesstaat Kalifornien in einer Budgetkrise 2009 vorübergehend Schuldscheine heraus und auch Argentiniens Regierung lancierte „Patacón-Papiere“ um das Schuldenloch von 2001 zu stopfen.